# У Цзинъюй
У Цзинъю́й (кит. упр. 吴静钰, пиньинь Wú Jìngyù; 1 февраля 1987, Цзиндэчжэнь, Цзянси) — китайская тхэквондистка, член национальной сборной Китая. Олимпийская чемпионка 2008 и 2012 годов. Чемпионка мира 2007 и 2011 годов. Выступает в весовой категории до 49 кг.